# مورتيمر كامن (باركشير)
مورتيمر كامن (بالإنجليزية: Mortimer Common)‏ هي قرية و أبرشية مدنية تقع في المملكة المتحدة في إنجلترا. يقدر عدد سكانها بـ 5,089 نسمة .